# Fjell (rockband)
Fjell er et skandinavisk rockband dannet i april 2002 bestående af producer, sanger og multi-instrumentalist Knut Einar Haavik (har bl.a. spillet med Hotel Hunger og produceret mange skandinaviske udgivelser inkl. Søs Fenger, TV2, Poul Krebs, Nina Forsberg og Lise Haavik), guitarist, sanger og keyboardspiller Rasmus Schrøder, bassist Jonas Gauguin (kendt fra Passion Orange, Porcelain og Sub-Sui) og trommeslager og percussionist Flemming Olsen, der har spillet sammen med mange danske kunstnere såsom Peter Belli.

## Diskografi
- Skateboarder EMI/Fjellskabet 2005
- We are the World – we are the chicken Supersonic/Fjellskabet 2008
- No Bullshirt – Gateway/Fjellskabet 2010